# Hirotsugu Fukuhara
Hirotsugu Fukuhara (福原 広次, nascido em 21 de março de 1945) é um ex-ciclista olímpico japonês. Fukuhara representou seu país nos Jogos Olímpicos de Verão de 1964, em Tóquio.